# Lasiosomus
Lasiosomus är ett släkte av insekter. Lasiosomus ingår i familjen fröskinnbaggar.
Släktet innehåller bara arten Lasiosomus enervis.